# ماده تاریک (فیلم)
مادهٔ تاریک (انگلیسی: Dark Matter) یک فیلم است که در سال ۲۰۰۷ منتشر شد.

## بازیگران
- آیدان کوئین
- مریل استریپ
- بلیر براون
- اریک آواری
- جو گریفاسی
- کمپبل